# جوزيف لي بون
جوزيف لي بون هو سياسي فرنسي، ولد في 29 سبتمبر 1765 في أراس في فرنسا، وتوفي بنفس المكان في 10 أكتوبر 1795 بسبب مقصلة.

## سيرة ذاتية
ولد في أراس. أصبح كاهنًا في رتبة الخطابة، وأستاذ البلاغة في بوون. تبنى أفكارًا ثورية، وأصبح كاهنًا للكنيسة الدستورية في مقاطعة با دو كاليه، حيث تم انتخابه لاحقًا نائبًا إضافيًا للمؤتمر. أصبح عمدة لأراس ومديرًا لبا دو كاليه، وفي 2 يوليو 1793 شغل مقعده في المؤتمر.
أُرسل ممثلأً في مهمات إلى مقاطعتي السوم وبا دو كاليه، حيث أظهر صرامة كبيرة في التعامل مع الجرائم ضد الثوار (8 برومير، السنة الثانية. إلى ميسيدور الثاني والعشرون، السنة الثانية؛ أي 29 أكتوبر). 1793 إلى 10 يوليو 1794).
قُبض عليه في السنة الثالثة يوم الثاني والعشرين من ميسيدور  أثناء رد الفعل الذي أعقب يوم التيرميدور التاسع (27 يوليو 1794). (10 يوليو 1795). تمت محاكمته أمام المحكمة الجنائية في السوم، وحُكم عليه بالإعدام بتهمة إساءة استخدام سلطته أثناء مهمته، وجرى إعدامه في أميان في الرابع والعشرين من فنديميير في العام الرابع. (10 أكتوبر 1795). ومهما كانت جرائم لوبون، فإن إدانته كانت إلى حد كبير بسبب الهجمات العنيفة التي شنها أحد أعدائه السياسيين، أرماند جوزيف جوفروي؛ وعلينا فقط أن نتذكر أنه بفضل شجاعته تم إنقاذ كامبريه من الوقوع في أيدي النمساويين.
نشر ابنه، إميل لو بون، كتاب Histoire de Joseph Le Bon et des tribunaux révolutionnaires d'Arras et de Cambrai (الطبعة الثانية، مجلدان، أراس، 1864).

## ضحاياه
طارد جوزيف أثناء إقامته في الشمال العديد من النبلاء، معظمهم أدينوا بتهمة الخيانة وتم إعدامهم بالمقصلة.
- فرانسوا الثالث ماكسيميليان دي لا ووستيني، مركيز بيسيلير الثالث
- تشارلز أودارت، مركيز كورونيل دي باراستر
- بينوا لويس لالارت دي بيرليت
- تيريز دوفور
- كونت بيتون بينين
- لورانس جوزيف أميلي لالارت دي بيرلز،
- إليونور جولي دي دوجلاس، زوجة الماركيز دي بيرتولت دي هوتكلوك
- أوغست جوزيف، كونت ميلي دوكورت
- فرانسوا فاليرين كانو دو روتيلور
- بيير أنطوان بونيفاس
- تشارلز أندريه بوتشولد من بوخولتز، جنرال
- إجناس جودفروي دي لانوي، الكونت الرابع لبوربير
- أنجيلو غيزلان دي بولينكور، كونت مارلز
- هنري، بارون فاسيرفاس دابلينكور
- لويس إجناس لو سيرجنت هندكورت
- لامورال يوجين، بارون إيكس دي ريمي